# منامة عروسية (مسلسل)
منامة عروسية مسلسل درامي تونسي يتكون من خمسة عشرة حلقة، عُرض في شهر رمضان سنة 2000 على قناة تونس 7، وهو من إنتاج مؤسسة الإذاعة والتلفزة التونسية، تأليف علي اللواتي وإخراج صلاح الدين الصيد، كما قام الطاهر القيزاني بتصميم الموسيقى التصويرية.
حقق المسلسل نجاحًا جماهيريًا كبيرًا نظرًا لطريقة طرحه لعديد المشاكل الاجتماعية في إحدى الضيعات الفلاحية بالشمال الغربي التونسي مثل الطمع وتوزيع الميراث. كما يتطرق المسلسل بعمق إلى قضايا العمل في الفلاحة والتصوير الضوئي.

## القصة
عروسيّة الشارد، سيدة ثرية في الثمانينات من عمرها، قاسية الطباع، ولكنها تتحلى بالكرم والعطاء ومساعدة الفقراء.
تنحدر عروسيّة من عائلة الحنافي، في العاصمة التونسية. وهي أرملة بوبكر الشارد، من عيثة (ضيعة) المغراوي في الشمال الغربي التونسي. تزوجت لأول مرة من بلحسن عزّوز، وهو أحد أعيان العاصمة التونسية من الطبقة البورجوازية، وأنجبت منه توأمان: الهادي وبهيجة. تركها عندما كانت في السابعة والعشرين من عمرها ليتزوج من امرأة أخرى، ويحتفظ بحضانة أطفاله.
أنجبت عروسيّة من زوجها الثاني ابنها، المنصف، الذي يصبح فنانًا مصوراً ويسافر حول عدة بلدان في العالم للقيام بالتصوير الضوئي. قبل وفاته، يُجبر بوبكر الشارد ابنه المنصف على الزواج من ابنة عمه ربيعة، من أجل إلزامه بالعودة إلى الضيعة. يُنجب المنصف وربيعة ابنًا مصابًا بالصرع، يُدعى عبد العزيز (عزيّز). فيما بعد، تقوم ربيعة بتطليق المنصف بسبب عدم عودته للضيعة وتركيزه فقط على التصوير، إلا أنه يتوفى في فرنسا إثر حادث سير ليترك ابنه عزيّز في رعاية جدّته عروسيّة.
تنطلق أحداث المسلسل بعد ذلك، حيث تعيش عروسيّة في منزل كبير يقع في عيثة (ضيعة) المغراوي بإحدى أراضيها الفلاحية التي تبلغ مساحتها مئات الهكتارات، كما أنها تدير الأعمال الفلاحية في هذه الأراضي. يحاول أهل الضيعة، وخاصة عائلة ربيعة إقناعها بتقسيم الميراث مع حفيدها عزيّز، ولكن يتبين في الأخير أنها المالك الحقيقي لكل الميراث بعد إفلاس زوجها بوبكر، حيث قامت بإعادة شراء الأراضي وطورت فيها، دون إخبار أهل الضيعة بذلك، نظرًا للفكر المحافظ والذكوري السائد في الضيعة.
من جانب آخر، الزّاهي الشليحي، وهو فنان مصور وصديق المنصف، يظل دائم التردد على منزل عروسيّة لزيارتها ويترك لها أعمال ابنها الراحل، كما يقنعها بتأسيس متحف للمنصف الشارد لعرض مختلف أعماله الفنية. إضافة إلى ذلك، يرسل لها ابنة شقيقته لتكون مرافقتها الشخصية (ليليا). مع تطور الأحداث، يتبين أن للمنصف علاقة بشقيقة الزّاهي (حياة) قبل وفاته، وأن ليليا هي ابنة المنصف الشارد. بعد اكتشاف ذلك، يقوم الزّاهي بحرق منزل عروسيّة وخاصة غرفة المنصف من أجل إتلاف أعماله الفنية. كما يكشف حقيقة أنه المؤلف الحقيقي للأعمال وأن المنصف كان يعطيه المال مقابل ذلك. أثناء احتضارها، تخبر حياة ابنتها بهوية والدها الحقيقي، لتعلم ليليا أن بشير الثابتي هو فقط زوج والدتها وليس والدها.
من جهة أخرى، وبعد أن أصبحت ثرية، يحاول أبناء عروسيّة من زواجها الأول التقرب من والدتهم، فتعطي عروسيّة لابنتها بهيجة فيلا على ملكها في المرسى على ضفاف البحر بضواحي العاصمة، أما الهادي فيحاول زيارة والدته في الضيعة بدفع من زوجته نبيهة. علاوة على ذلك، يصبح أبناؤه دائمي التردد على منزل جدّتهم عروسيّة. مهدي، ابن الهادي عزّوز، يدرس في التجارة فيصبح محاسبًا لأعمال عروسيّة وهو صادق ومخلص لها، كما أنه يقع في حب ليليا. وفي الوقت نفسه، تقوم شقيقته زينب باستغلال مرض عزيّز والتقرب منه والتحجج بعلاجه، اعتقادًا منها أنه الوريث الشرعي للأراضي الفلاحية. نتيجة لذلك، يقع عزيّز في حبها ويطلب يدها ويتزوجها رغم رفض عروسيّة، التي تطردها في الأخير من المنزل.

## الشخصيات

### الشخصيات الرئيسية
- منى نور الدين: «عروسيّة الحنافي الشارد» فلّاحة ثرية وصاحبة أراضي فلاحية
- حسن الخلصي: «الهادي عزّوز» ابن عروسيّة
- خديجة بن عرفة: «نبيهة عزّوز» زوجة الهادي
- وجيهة الجندوبي: «ليليا الثابتي الشارد» حفيدة عروسيّة من ابنها المنصف
- فيصل بالزين: «عزيّز الشارد» حفيد عروسيّة من ابنها المنصف
- علي مصباح: «الزّاهي الشليحي» خال ليليا وصديق المنصف الشارد
- لطيفة القفصي: «للّاهم الشارد» جدّة عزيّز
- محمد الجبالي: «مهدي عزّوز» ابن الهادي ونبيهة
- نعيمة الجاني: «ساسيّة» طباخة في منزل عروسيّة
- منيرة البرينصي: «زينب عزّوز» طبيبة، ابنة الهادي ونبيهة، زوجة عزيّز
- جودة ناجح: «بهيجة عزّوز» ابنة عروسيّة
- سلوى محمد: «ربيعة الشارد» والدة عزيّز وابنة للّاهم، طليقة المنصف
- لمياء العمري: «شريفة» بائعة فريكاسي، صديقة ليليا
- لسعد بن يونس: «رجب» صديق الزّاهي وتلميذه

### الشخصيات الثانوية
- أحمد السنوسي: «الحاج سالم» فلّاح من أعيان عيثة (ضيعة) المغراوي
- فتحي المسلماني: «عبد الرحمان» محامي عروسيّة
- أنيسة لطفي: «حياة الشليحي الثابتي» والدة ليليا وشقيقة الزاهي، حبيبة المنصف
- صلاح مصدق: «جلّول» صاحب مطعم، شقيق شريفة
- دليلة مفتاحي: «راضية» زوجة جلّول
- صالح الجدي: «العربي» عامل في منزل وضيعة عروسيّة
- علي الخميري: «المنجي» صاحب صالة عرض فني، صديق الزّاهي
- لزهاري السبعي: «الفالح» زوج ربيعة الثاني، ابن شقيقة للّاهم
- هدى الحماوي: «كوثر» طالبة جامعية، رفيقة عزيّز وقريبة للّاهم
- حمادي عمار: «مبارك» عامل في منزل وضيعة عروسيّة، زوج ساسيّة
- سندس الفهري: «درصاف عزّوز» ابنة الهادي ونبيهة
- جمال السويدي: «حسن» سائق عروسيّة
- سندس حمو: «فطوم» مُعينة منزلية لدى عروسيّة، زوجة العربي
- نزيهة يوسف: «علجية» ابنة الحاج سالم
- حمزة داود: «الطاهر» مزارع لدى عروسيّة، زوج علجية
- نجاة عز الدين: «مليكة» بائعة بمتجر ملابس، صديقة ليليا
- الشاذلي العرفاوي: «محي الدين» حبيب ليليا ثم مليكة
- أميمة بن حفصية: «سهام» ابنة ساسيّة ومبارك

## فريق العمل
| العمل     | صاحب العمل                      |
| --------- | ------------------------------- |
| الإنتاج   | مؤسسة الإذاعة والتلفزة التونسية |
| الموسيقى  | الطاهر القيزاني                 |
| السيناريو | علي اللواتي                     |
| الإخراج   | صلاح الدين الصيد                |

## وصلات خارجية
- منامة عروسية على موقع IMDb (الإنجليزية)
- منامة عروسية على موقع قاعدة بيانات الأفلام العربية
- منامة عروسية على موقع قاعدة بيانات الفيلم (الإنجليزية)